# Yoshua Bengio
Yoshua Bengio (5. března 1964) je kanadský informatik a průkopník umělých neuronových sítí a hlubokého učení. Je profesorem na Univerzitě v Montréalu a vědeckým ředitelem institutu umělé inteligence MILA.
Bengio obdržel v roce 2018 cenu ACM AM Turing Award, často označovanou jako „Nobelova cena za informatiku“, spolu s Geoffreyem Hintonem a Yannem LeCunem, za jejich základní práci na hlubokém učení. Bengio, Hinton a LeCun jsou někdy označováni jako „kmotři umělé inteligence“.  Bengio je celosvětově nejcitovanějším informatikem (podle celkového počtu citací i h -indexu) a nejcitovanějším žijícím vědcem napříč všemi obory (podle celkového počtu citací). V roce 2024 časopis TIME zařadil Bengia do svého každoročního seznamu 100 nejvlivnějších lidí světa.

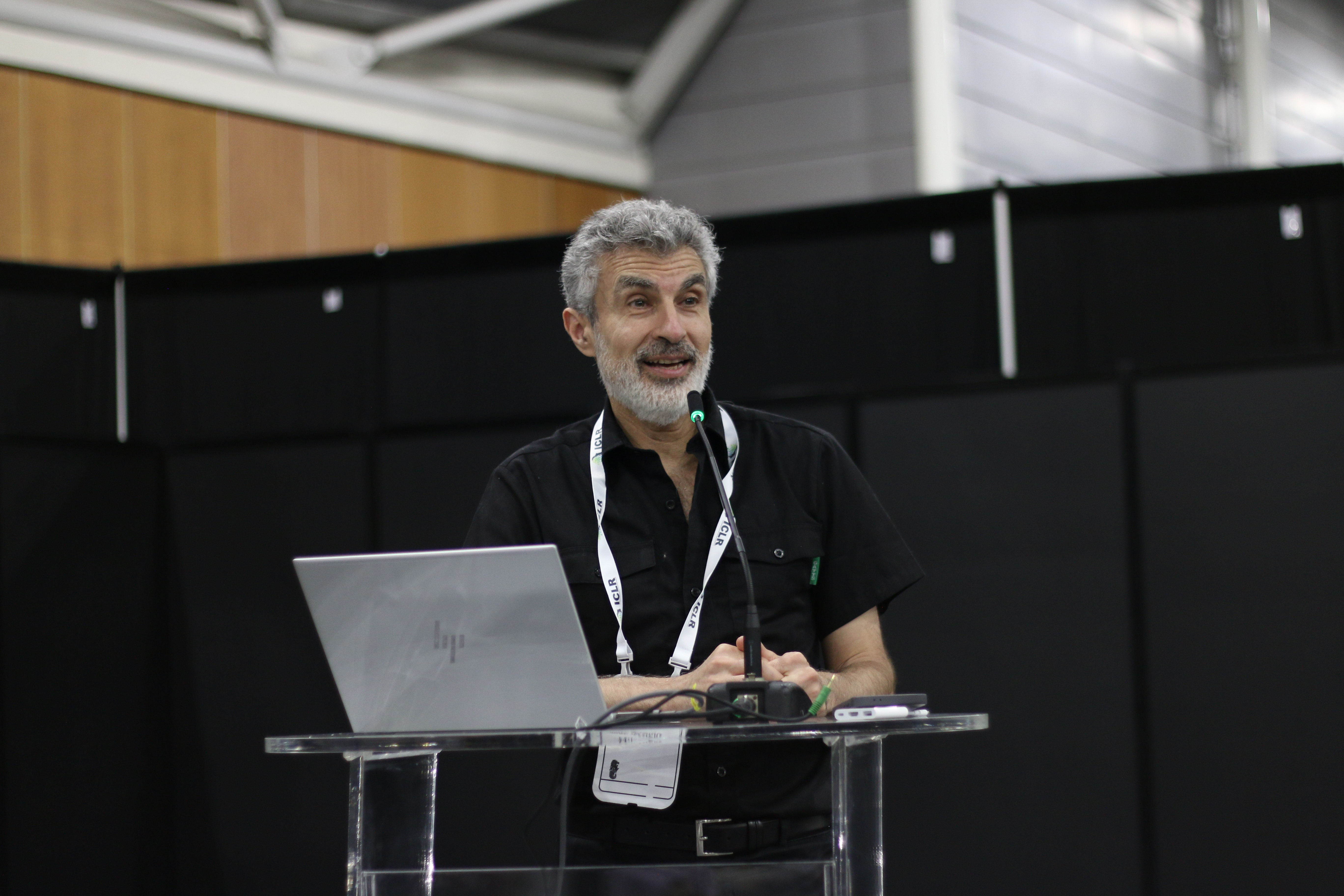
Bengio na ICLR 2025

V červnu 2025 deník The Guardian informoval, že Bengio založil neziskovou organizaci LawZero, jejímž cílem je budování „poctivých“ systémů umělé inteligence, které dokáží detekovat a blokovat škodlivé chování autonomních agentů. Skupina vyvíjí systém s názvem Scientist AI, který má fungovat jako ochrana tím, že předpovídá, zda by jednání agenta mohlo způsobit škodu. Bengio uvedl, že prvním cílem projektu bylo demonstrovat metodologii a poté ji rozšířit s podporou dárců, vlád nebo laboratoří umělé inteligence. Mezi financující subjekty LawZero patří Future of Life Institute a Schmidt Sciences.

### Názory na umělou inteligenci
V březnu 2023, na základě obav expertů na umělou inteligenci ohledně existenčního rizika spojeného s obecnou umělou inteligencí, Bengio podepsal otevřený dopis Institutu pro budoucnost života, v němž vyzval „všechny laboratoře umělé inteligence, aby okamžitě na alespoň 6 měsíců pozastavily výcvik systémů umělé inteligence výkonnějších než GPT-4 “. Dopis podepsalo více než 30 000 osob, včetně výzkumníků umělé inteligence, jako jsou Stuart Russell a Gary Marcus.
V květnu 2023 Bengio v rozhovoru pro BBC uvedl, že se cítí „ztracen“ ve svém životním díle. Vyjádřil obavy z toho, že se umělé inteligence mohou zmocnit „zlí aktéři“, zejména s tím, jak se stává sofistikovanější a mocnější. Vyzval k lepší regulaci, registraci produktů, etickému školení a většímu zapojení vlád do sledování a auditu produktů umělé inteligence.

### Ocenění a vyznamenání
V roce 2017 byl Bengio jmenován členem Řádu Kanady. Ve stejném roce byl nominován na člena Královské společnosti Kanady a obdržel cenu Marie-Victorin Quebec. Spolu s Geoffreyem Hintonem a Yannem LeCunem získal Bengio Turingovu cenu za rok 2018.
V roce 2020 byl zvolen členem Královské společnosti .  V roce 2022 získal spolu se svými kolegy Yannem LeCunem, Geoffreyem Hintonem a Demisem Hassabisem cenu princezny Asturské v kategorii „Vědecký výzkum“. V roce 2023 byl Bengio jmenován rytířem Čestné legie, nejvyššího francouzského řádu za zásluhy.
V srpnu 2023 byl jmenován do poradní rady pro vědu v OSN pro technologický pokrok. V roce 2024 časopis TIME zařadil Bengia do svého každoročního seznamu 100 nejvlivnějších lidí světa. Ve stejném roce získal hlavní cenu VinFuture Prize spolu s Geoffreyem E. Hintonem, Yannem LeCunem, Jen-Hsunem Huangem a Fei-Fei Li za průkopnický pokrok v neuronových sítích a algoritmech hlubokého učení. Dne 30. května 2025 mu byl udělen čestný doktorát McGillovy univerzity za mimořádný přínos umělé inteligenci a hlubokému učení

## Publikace
- Ian Goodfellow, Yoshua Bengio a Aaron Courville: Hluboké učení (adaptivní výpočty a strojové učení), MIT Press, Cambridge (USA), 2016.
- Léon Bottou, Patrick Haffner, Paul G. Howard, Patrice Simard, Yoshua Bengio, Yann LeCun: Vysoce kvalitní komprese obrázků dokumentů pomocí DjVu. Archived., In: Journal of Electronic Imaging, svazek 7, 1998, S. 410–425
- Bengio, Yoshua; Schuurmans, Dale; Lafferty, John; Williams, Chris KI a Culotta, Aron (eds.), Advances in Neural Information Processing Systems 22 (NIPS'22), 7.–10. prosince 2009, Vancouver, BC, Neural Information Processing Systems (NIPS) Foundation, 2009
- Y. Bengio, Dong-Hyun Lee, Jorg Bornschein, Thomas Mesnard, Zhouhan Lin: Směrem k biologicky věrohodnému hlubokému učení, arXiv.org, 2016
- Bengio přispěl jednou kapitolou do knihy Architects of Intelligence: The Truth About AI from the People Building it (Architekti inteligence: Pravda o umělé inteligenci od lidí, kteří ji vytvářejí), Packt Publishing, 2018. , americký futurista Martin Ford. [32]